# Antonio Giancix
Antonio Giancix (hrvatski: Ante Jančić; 1666. – nakon 1739.) bio je istaknuti dalmatinski vojni inženjer i časnik u službi Mletačke Republike tijekom kasnog 17. i ranog 18. stoljeća. Njegovo ime pojavljuje se u različitim oblicima, uključujući Giansich, Giaxich i Jancix.

## Karijera i doprinos
Giancix je cijelu svoju vojnu karijeru proveo u mletačkoj vojsci, gdje je napredovao do čina tenente generale (general-pukovnik), najvišeg regularnog vojnog čina u mletačkoj vojsci. Karijeru je počeo kao alfiere (zastavnik) 1684. izbijanjem Morejskog rata. Kao pripadnik oltramarina – vojnika iz prekomorskih posjeda Mletačke Republike, posebno iz Dalmacije – sudjelovao je u oba Morejska rata i bio je nekoliko puta ranjen.
Njegov najznačajniji doprinos bio je u području vojne arhitekture i inženjeringa. Giancix je modernizirao mnoge tvrđave, uključujući one u Kninu, Krfu, Rio Kastelu, Nauplionu i Modonu. Posebno se ističe njegova izgradnja tvrđave Palamidi u Nauplionu, Grčka, koja je jedina tvrđava koju je dizajnirao od temelja. Tijekom Osmansko-mletačkog rata (1714. – 1718.), Giancix je bio zapovjednik obrane Modona (danas Methoni) 1715. godine. Nakon pada grada, zarobili su ga Osmanlije i držali u zatočeništvu pet godina. Unatoč tome, nastavio je svoju vojnu karijeru i ostao aktivan u mletačkoj vojsci.